# F-25 Feuerlilie
F-25 Feuerlilie – niemiecki, doświadczalny, przeciwlotniczy pocisk rakietowy, który posłużył do zebrania danych na temat zachowania się w powietrzu obiektów, poruszających się z prędkością poddźwiękową lub dźwiękową. 

## Historia

### Geneza
Informacje dotyczące skrzydlatej rakiety F-25 Feuerlilie są skąpe jak również przeczące sobie nawzajem. Prace nad F-25 Feuerlilie rozpoczęły się w 1941 lub 1942 roku. Ich celem była budowa skrzydlatego pocisku rakietowego, którego testy w locie miały pozwolić na uzyskanie praktycznych danych aerodynamicznych, na temat zachowania się w powietrzu szybko poruszających się obiektów. Weryfikacje danych uzyskanych w pracach na modelach i makietach w tunelach aerodynamicznych. Pozyskać dane, które mogły by umożliwić tworzenie teoretycznych modeli naturalnych zjawisk aerodynamicznych. Teoretyczne wyniki, miały zostać wykorzystane w praktyce, do budowy użytkowych pocisków rakietowych i rakietowych samolotów. Początkowe plany zakładały użycie kierowanego pocisku rakietowego Henschel Hs 293, jednak jego duży opór czołowy, uniemożliwiły uzyskanie prędkości okołodźwiękowych lub szybszych.

### Projekt
Rakieta została zaprojektowana przez dr. Gerharda Brauna i prof. Busemanna z Departamentu Gazodynamiki Instytutu Badawczego Lotnictwa (Luftfahrtforschungsanstalt - LFA). Autorem systemu kierowania pocisku był dr. Kerris, również pracownik Departamentu LFA. LFA podlegał Ministerstwu Lotnictwa Rzeszy. Przed przystąpieniem do budowy docelowej rakiety, zbudowano pomniejszone wersje, o średnicy kadłuba wynoszącej 5 cm, które napędzane były silnikami rakietowymi na paliwo stałe firmy Rheinmetall-Borsig. Ich próby w locie pozwoliły dopracować szczegóły i rozpocząć prace nad docelowym aparatem. Ministerstwu Lotnictwa Rzeszy zamówiło w firmie Ardeltwerke Eberswald z Wrocławia, budowę 25 rakiet. Pierwszy start gotowej rakiety odbył się na poligonie ośrodka badawczego Luftwaffe w Łebie. Nie jest jasna data pierwszego odpalenia F-25. Według niektórych źródeł, próby rozpoczęto w kwietniu 1943 roku, według innych, w lipcu 1944 roku. Do lata 1944 roku, wystrzelono co najmniej cztery rakiety. Uzyskane rezultaty miały posłużyć do weryfikacji danych pozyskanych podczas badań tunelowych. Do odpalenia pocisku wykorzystywano wyrzutnię szynową, której położenie można było regulować względem pionu pod kątem od 10° do 30°. Rakiety od początku nastręczały konstruktorom problemów technicznych. Z powodu braku możliwości technicznych ich rozwiązania, a szczególnie ze względu na zbyt małą prędkość maksymalną pocisku, nie pozwalającą na uzyskanie wartościowych danych w ramach prowadzonych badań, cały program F 25 został zakończony, skupiono się natomiast na większym i szybszym pocisku Feuerlilie F 55.

### Konstrukcja

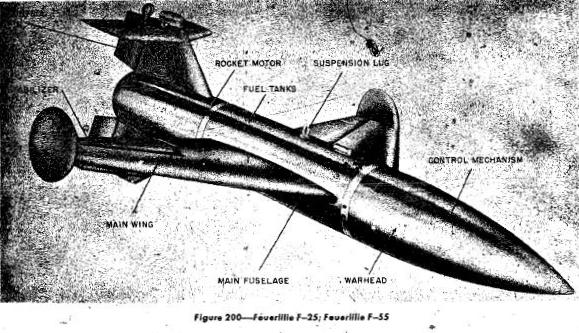
Rysunek F-25 Feuerlilie

Poszczególne egzemplarze różniły się pomiędzy sobą detalami z powodu zmian, wprowadzanych na bieżąco po każdym locie. Opierając się na konstrukcji pocisku znalezionego przez amerykański wywiad tuż po zakończeniu wojny w Bad Harzburg, przyjmuje się, iż F-25 napędzany był pojedynczym silnikiem rakietowym RI 502 na paliwo stałe, którym był dwuetylen dwuazotanu glikolu etylowego. Silnik miał długość 87,5 cm, średnicę 13 cm, ważył 17,5 kg. Jednostka dysponowała ciągiem średnim rzędu 4,9 kN (500 kG) przez 6 sekund, co pozwalało teoretycznie na uzyskanie prędkości maksymalnej 220 m/s (792 km/h), pułapu maksymalnego 3000 metrów i zasięgu w locie poziomym rzędu 5000 m. Silnik wyposażony był w dwie, niewielkie dysze wylotowe. Ze względu na ograniczone gabaryty pocisku zastosowano bardzo prosty układ kierowania, stabilizujący jedynie w przechyleniu - przedniej części rakiety umieszczony był główny element tego systemu sterowania, żyroskop, automatycznie kontrolujący tylko lotki. F-25 był jednostopniową rakietą - pociskiem w układzie płasko-symetrycznym, którego kadłub i skrzydła wykonano z aluminium. Skrzydła skośne, na ich końcach zainstalowane były wzbudzane elektrycznie cewki, dzięki którym możliwe było wychylanie lotek. Z tyłu kadłuba, znajdowało  usterzenie ogonowe w układzie litery T, zamontowane symetrycznie, po obu stronach kadłuba w osi pionowej F-25. Część stateczników pionowych, wystawała znad krawędzi stateczników poziomych. Nie było wychylanego steru kierunku. Znajdujące się w stateczniku poziomym stery wysokości, przed starem ustawiano i blokowano w wymaganej/zaprogramowanej pozycji, robiono to jednak tylko w górnym usterzeniu. Na górnym i dolnym usterzeniu można było zainstalować flary, umożliwiające łatwiejszą obserwacje trajektorii lotu rakiety.